# Коксу (озеро)
Коксу — высокогорное озеро в Кош-Агачском районе Республики Алтай, Россия. Высота над уровнем моря — 2031,4 м.
На картах XX века указано, что из озера берут начало две реки: Коксу, текущая по схеме Аргут → Катунь → Обь → Карское море, и Аракан, текущий по схеме Чёрная Берель → Белая Берель → Бухтарма → Иртыш → Обь → Карское море, то есть обе реки принадлежат бассейну Оби. На современных картах из озера вытекает только Коксу.
С запада к озеру примыкает болото.